# Tillandsia chiletensis
Tillandsia chiletensis är en gräsväxtart som beskrevs av Werner Rauh. Tillandsia chiletensis ingår i släktet Tillandsia och familjen Bromeliaceae. Inga underarter finns listade i Catalogue of Life.